# Caloptilia aurifasciata
Caloptilia aurifasciata là một loài bướm đêm thuộc họ Gracillariidae. Nó được tìm thấy ở Trung Quốc (Hải Nam, Quảng Tây, Phúc Kiến, Chiết Giang), Hồng Kông, Nhật Bản (Honshū, Kyūshū, Shikoku), Malaysia (West Malaysia) và Thái Lan.
Sải cánh dài 9.8–11 mm.
Ấu trùng ăn Toxicodendron succedaneum và Toxicodendron sylvestre. Chúng ăn lá nơi chúng làm tổ.